# Hoefstraatkerk
De Sint-Antonius van Paduakerk, ook bekend als de Hoefstraatkerk of Paduakerk, is een voormalige rooms-katholieke kerk aan de Hoefstraat in Tilburg.
Deze kerk was een van de drie in Tilburg, die gewijd zijn aan Antonius van Padua. De andere zijn de Korvelse kerk (officieel de Sint Dionysius- en Antonius van Paduakerk) en de kerk van de Emmausparochie aan de Groenlostraat in de Reeshof.

## Geschiedenis
De Hoefstraatkerk werd gefinancierd door Kerkbouw-stichting, van de in 1910 overleden Rotterdamse effectenhandelaar Joannes Petrus Grewen. Grewen had een bijzondere verering voor de heilige Antonius en liet op eigen kosten meerdere Antoniuskerken bouwen. Na zijn dood werd deze taak door de stichting uit zijn nalatenschap voortgezet.
Grewen liet zijn eerste kerken bijna allemaal ontwerpen door zijn neef Albert Margry en zo ook de Hoefstraatkerk. De kerk werd tussen 1911 en 1913 gebouwd. Albert Margry overleed echter tijdens de bouw en zijn werk werd voortgezet door zijn zoon Jos Margry.
Margry ontwierp een driebeukige kruiskerk in een overgangsstijl tussen neoromaans en neobyzantijns. De toren staat boven het dubbele ingangsportaal. Het schip bestaat uit zes traveeën tot aan het transept. Het priesterkoor is een travee groot, met daarachter een halfronde apsis. Op de kruising van het transept en het schip staat een pendentiefkoepel, een kenmerk van de Byzantijnse architectuur. De koepel is voorzien van ronde ramen waardoor licht de kerk in komt. Het interieur is na 1925 gedeeltelijk beschilderd.
De Hoefstraatkerk werd eind 2001 ten slotte buiten gebruik genomen. Het gebouw is een Rijksmonument en huisvest tegenwoordig Glasatelier Hagemeier. 

## Referentie

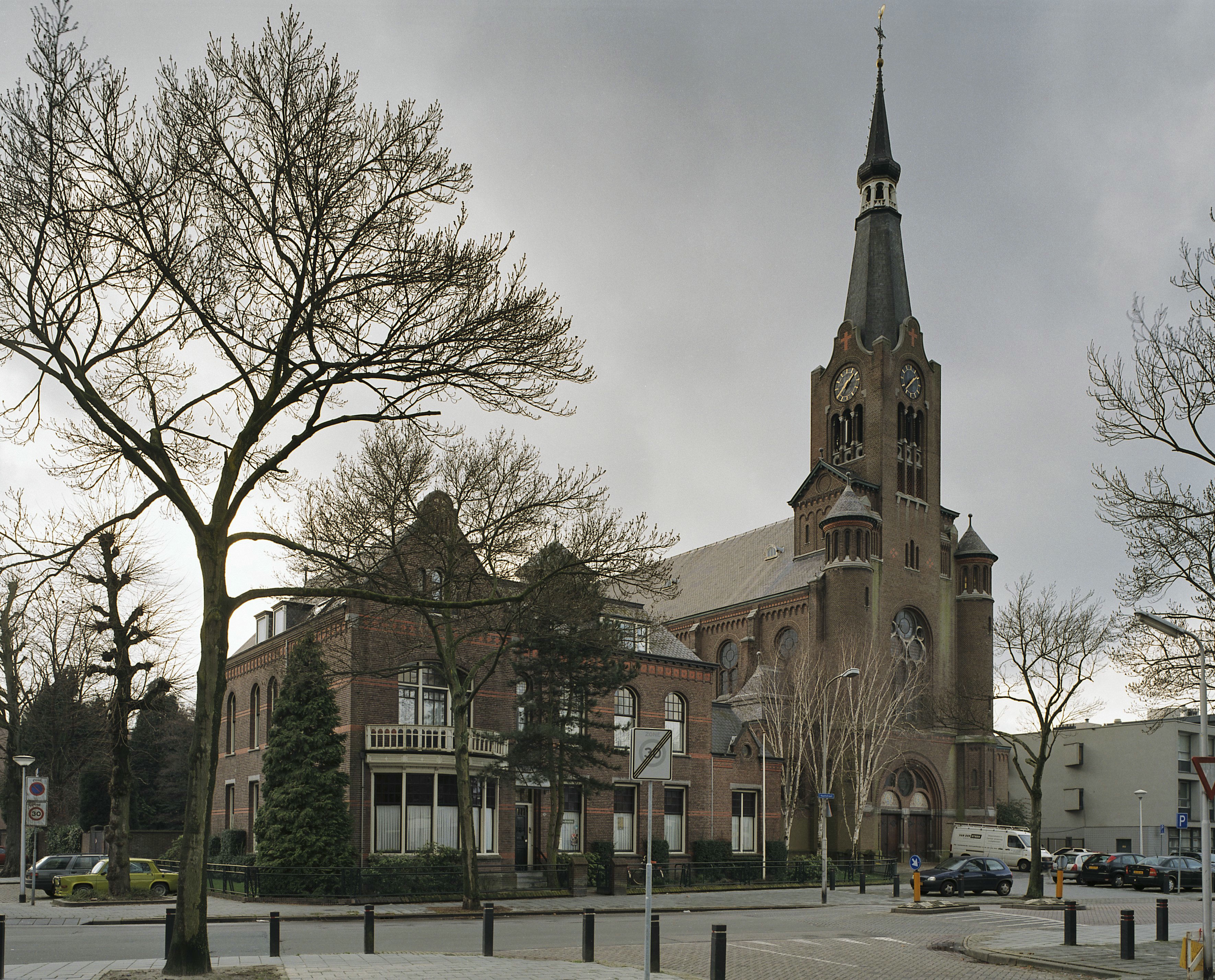
Kerk en pastorie

- Reliwiki - Tilburg, Hoefstraat 199 - Antonius van Padua: Monumentomschrijving; Rijksdienst voor Archeologie, Cultuurlandschap en Monumenten